# Suad Ibrahim Ahmed
Suad Ibrahim Ahmed (30 tháng 5 năm 1935 – 29 tháng 12 năm 2013) là một nhà lãnh đạo và ủy viên trung ương Đảng Cộng sản Sudan. Bà là một nhà hoạt động cho các vấn đề phụ nữ. Bà cũng là một lãnh đạo trong cuộc đấu tranh chống di dời người Nubian vùng Wadi Halfa do việc xây dựng đập Aswan gây ra.

## Đầu đời và giáo dục
Ahmed sinh ngày 30 tháng 5 năm 1935 tại Omdurman, con của Ibrahim Ahmed, một chuyên gia giáo dục và chính trị gia tự do, từng là Bộ trưởng Tài chính chính phủ của Abdallah Khalil, đất nước Sudan. Bà học tại trường Công giáo cũng như các trường công lập. Cô theo học Đại học Khartoum năm 1955, cô tốt nghiệp năm 1960. Trong khoảng thời gian học tập, cô đã tham gia hoạt động sân khấu nhà hát, thành lập Hiệp hội Âm nhạc và Kịch nghệ cũng như biểu diễn trong một số vở kịch. Cô cũng tích cực trong hoạt động chính trị, gia nhập Mặt trận Dân chủ do Đảng Cộng sản lãnh đạo. Cô trở thành người phụ nữ đầu tiên giữ cương vị điều hành Hội sinh viên trường vào năm 1957. Với chức phó chủ tịch Hội và  là người chịu trách nhiệm soạn thảo điều lệ cho Hội.

## Hoạt động chính trị
Sau khi tốt nghiệp, Ahmed chuyển đến Wadi Halfa, làm việc trong văn phòng Thống kê của chính phủ. Lúc này đập Aswan đang bắt đầu xây dựng trên sông Nile, nơi sẽ nhấn chìm Wadi Halfa, buộc người dân Nubian phải di dời. Dẫn đến tình trạng bất ổn trong khu vực này, Ahmed đã tham gia. Điều này làm cô bị sa thải khỏi công việc chính phủ. Cô đã dành những năm tháng cuộc đời để đứng về phía quyền lợi của người dân Nubian khi đối mặt với việc di dời do xây dựng các con đập, cô được vinh danh là  'Mẹ của người Nubia'.
Ahmed gia nhập đội ngũ Sawt el-Mara (Tiếng nói của phụ nữ), một tạp chí của Hội Phụ nữ Sudan (SWU). Tạp chí được biên tập bởi nhà hoạt động cộng sản Fatima Ahmed Ibrahim. Mặc dù dành sự tôn trọng đối với Ibrahim, một người đi trước nhưng bảo thủ, Ahmed không đồng ý việc gay gắt về vai trò của phụ nữ, tôn giáo và đạo đức và các chiến lược của đảng. Trong khi Ibrahim có niềm tin lực lượng Hồi giáo có thể trở thành một lực lượng tiến bộ chống lại những người bảo thủ tôn giáo, thì Ahmed lại muốn đấu tranh cho phụ nữ với những giải pháp thế tục. Ahmed nếu trong vai lực lượng Hồi giáo sẽ buộc những người cấp tiến chiến đấu trên địa hạt của đối thủ.
Năm 1967, Ahmed là một trong bốn phụ nữ được bầu vào Ủy ban Trung ương 33 thành viên của Đảng Cộng sản Sudan, cùng với Mahasin Abd al-Aal, Naima Babiker al-Rayah và Fatima Ahmed Ibrahim.